# Tom Jobim
Antônio Carlos Brasileiro de Almeida Jobim (Río de Janeiro; 25 de enero de 1927 - Nueva York; 8 de diciembre de 1994), también conocido por su nombre artístico Tom Jobim, fue un compositor, arreglista, cantante, guitarrista y pianista brasileño de bossa nova, música popular de su país y música clásica.
Está considerado como uno de los grandes exponentes de la música brasileña, y como uno de los grandes compositores de música popular del siglo XX. Fue el artista que internacionalizó la bossa nova y, con la ayuda de importantes artistas estadounidenses, la fusionó con el jazz para estandarizar en los años 1960 un nuevo sonido cuyo éxito popular fue muy destacable.
Las raíces musicales de Jobim se encuentran en la música clásica de grandes compositores como Claude Debussy, Frédéric Chopin y Heitor Villa-Lobos, que lo influyeron decisivamente. A ello se unen el samba y el folclore brasileños, las armonías del cool jazz y los musicales de Broadway. Como pianista, su toque es sencillo y melódico, al estilo de Claude Thornhill, aunque en algunas de sus grabaciones llegase a demostrar que podía ser sumamente inventivo. Su guitarra está limitada principalmente a un acompañamiento apacible a los ritmos sincopados del jazz; su voz, suave, sencilla y ligeramente ronca, subraya los aspectos emocionales de las letras. De su abundante producción se destaca el tema «Garota de Ipanema», con letra de Vinicius de Moraes, una de las melodías brasileñas más conocidas en el mundo.

## Reseña biográfica
Jobim estaba encaminado en un principio a la carrera de arquitecto. Sin embargo, al cumplir los veinte años, empezó a tocar el piano en los nightclubs y a trabajar en estudios de grabación. Hizo su primera grabación en 1954, acompañando al cantante Bill Farr como líder de «Tom e a sua banda». Su primer gran éxito le llegó en 1956 cuando, junto con el poeta Vinícius de Moraes, elaboró parte de la música de una obra teatral llamada Orfeo da Conceição (más tarde convertida en película, Orfeo negro). En 1958, Jobim produce un disco, por su particular estilo bossa nova (‘tendencia nueva’ o new wave; del portugués bossa: ‘aptitud, tendencia, vocación’), al guitarrista y cantante João Gilberto, grabando algunas de las canciones de Jobim con arreglos musicales del mismo, dando comienzo al género musical de la bossa nova, siendo Chega de saudade el punto de partida cuando se editó como sencillo en 1958.
El despegue de Jobim fuera de Brasil se produjo en 1962 cuando Stan Getz consiguió un sorprendente éxito con su tema «Desafinado»; un año después, Jobim y varios músicos brasileños más fueron invitados a participar en un espectáculo en el Carnegie Hall de Nueva York. La actuación supuso un gran éxito para la música brasileña a pesar del boicoteo de parte de la prensa nacional. Empujada por las canciones de Jobim, la bossa nova se convirtió en un éxito internacional, y los músicos de jazz se acercaron a ella, grabándose numerosos discos hasta agotar su tirón comercial en la escena pop a finales de los años 1960. Jobim grabó además dos álbumes y una versión de Garota de Ipanema junto con el cantante estadounidense Frank Sinatra en 1967 y 1969.
Jobim prefirió los estudios de grabación a las giras, grabando varios discos de su música como pianista, guitarrista y cantante para Verve, Warner Bros., Discovery, A&M, CTI y MCA en los años 1960 y 1970, volviendo a Verve en los últimos años de su vida. En principio, comenzó a colaborar con el arreglista y director Claus Ogerman. Al agotarse el éxito de la música brasileña en Estados Unidos, Jobim se concentró en el cine y en la televisión brasileña. Pero hacia 1985, con el auge de las llamadas músicas del mundo y de una segunda ola de música brasileña, Jobim comenzó una gira con un grupo en el que estaba su segunda mujer, Ana Lontra, su hijo Paulo, su hija Elizabeth, y varios músicos amigos.

## Vida personal
Jobim se casó con Thereza Otero Hermanny el 15 de octubre de 1949 y tuvo dos hijos: el arquitecto y músico Paulo Jobim (1950-2022) (padre de Daniel Jobim (nacido en 1973) y Dora Jobim (nacida en 1976)); y la pintora Elizabeth "Beth" Jobim (nacida en 1957). Jobim y Thereza se divorciaron en 1978. El 30 de abril de 1986 se casó con la fotógrafa Ana Beatriz Lontra, de 29 años, con quien tuvo dos hijos más: João Francisco Jobim (1979-1998) y Maria Luiza Helena Jobim (nacida en 1987). El hijo de Paulo, Daniel, siguió a su abuelo para convertirse en pianista y compositor y cantó "Garota de Ipanema" durante la ceremonia inaugural de los Juegos Olímpicos de 2016 en Río de Janeiro..

## Muerte
Después de terminar su álbum Antônio Brasileiro, Jobim se quejó de problemas urinarios con su doctor, Roberto Hugo Costa Lima. Le detectaron un tumor de vejiga, pero Jobim pospuso por muchos meses la recomendada cirugía inmediata, debido a que un médium brasileño supuestamente le transmitió un mensaje de Frederick von Stein, un médico alemán muerto, quien le recomendaba no hacer dicha cirugía. Jobim comenzó a trabajar en su nuevo disco Tom Jobim. Finalmente Jobim decidió abandonar a su guía espiritual y someterse a la cirugía. Su operación tuvo lugar en el Hospital Mount Sinaí (en Nueva York) el 2 de diciembre de 1994. El 8 de diciembre ―mientras se recuperaba de su cirugía―, Jobim sufrió una embolia pulmonar que le provocó un paro cardíaco. Dos horas después sufrió un paro cardíaco final.
Su último álbum Antônio Brasileiro (con participación de Dorival Caymmi y Sting) se lanzó tres días después de su muerte.
El cuerpo de Jobim fue enviado a Brasil el 9 de diciembre de 1994 y tuvo un funeral el 13 de diciembre en Río de Janeiro. Su familia y sus amigos ―Miúcha, Edu Lobo, João Gilberto, Astrud Gilberto, Caetano Veloso, Chico Buarque― asistieron al funeral. El 20 de diciembre de 1994 fue enterrado en el Cemitério São João Batista en Río de Janeiro.

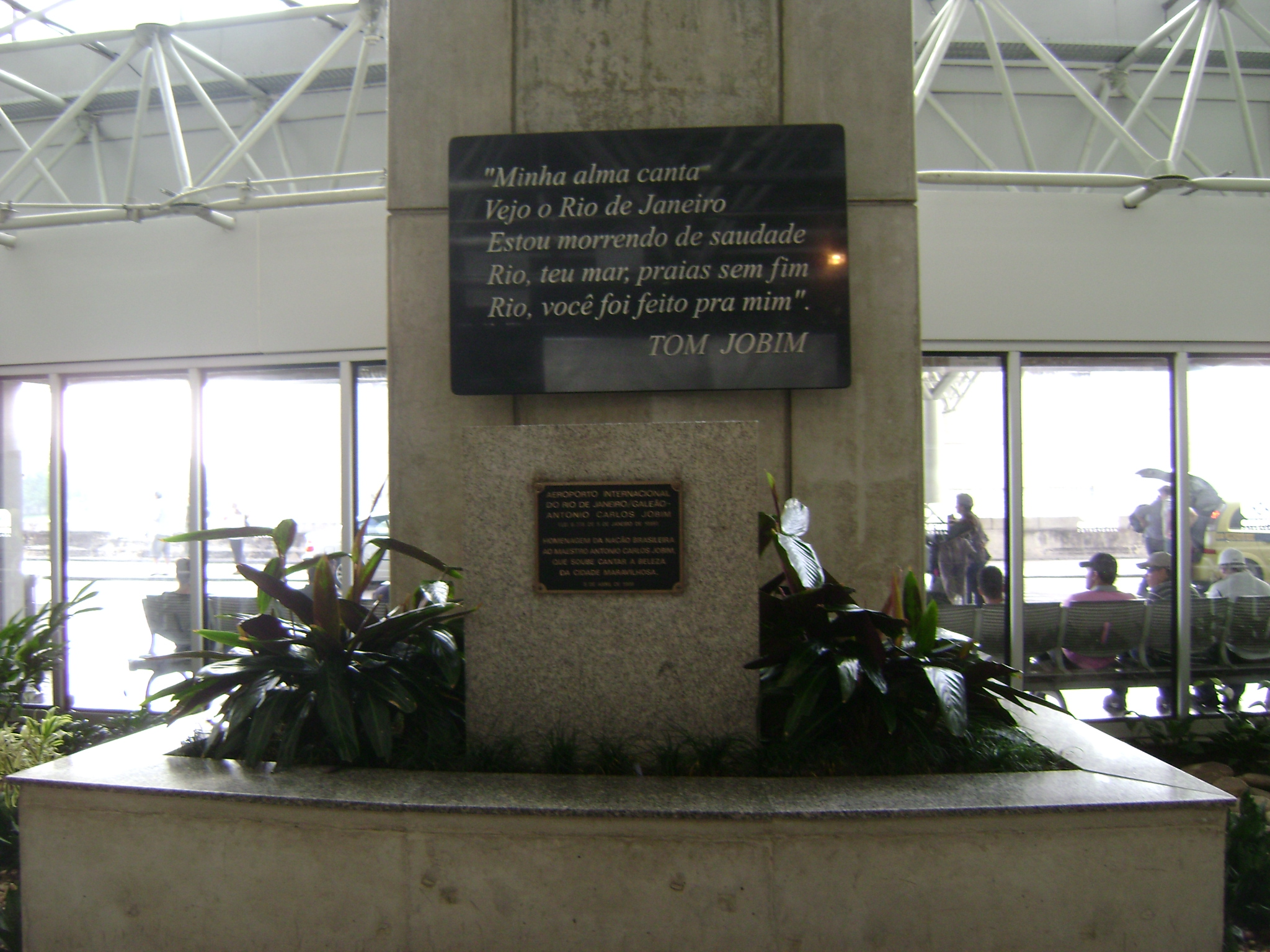
Inscripción en homenaje a Tom Jobim, en el Aeropuerto Internacional de Río de Janeiro «Tom Jobim» (Galeão).

## Selección discográfica
- 1963: The composer of Desafinado, plays (Verve).
- 1967: Wave (A&M).
- 1967: Francis Albert Sinatra & Antonio Carlos Jobim (Reprise)
- 1970: Stone Flower (Epic/CTI).
- 1973: Matita Perê (Universal Int'l).
- 1973: Jobim MCA(LP) Verve(CD).
- 1974: Elis & Tom (Verve).
- 1976: Urubu (Warner Archives).
- 1980: Terra Brasilis (Warner Archives).
- 1987: Passarim (Verve).
- 1993: Antonio Carlos Jobim and friends, en vivo (Verve).
- 1994: Antonio Brasileiro (Sony).

### Compilaciones
- Antonio Carlos Jobim: Composer (Warner, 1995)
- Sinatra-Jobim Sessions (WEA, 1979)
- Meus Primeiros Passos e Compassos (Revivendo, 1997), colección de sus primeras composiciones en la década de 1950.
- Raros Compassos (Revivendo, 2000), colección degrabaciones raras de la década de 1950. Tres volúmenes.

## Álbumes de homenaje
- Onda (3M, 1987), interpretado por el cantante y compositor Wauke, acompañado por la bandaHigh Life, formada por Nico Assumpção, Carlos Bala, Ricardo Silveira, Márcio Montarroyos y Luiz Avelar, con producción de Fátima Leão y Lucia Sweet.  En 1996, el disco foi relanzado en formato CD como Wauke canta Jobim.
- The Antonio Carlos Jobim Songbook (Verve, 1994), interpretado por varios artistas, como Ella Fitzgerald, Oscar Peterson y Dizzy Gillespie, incluyendo algunas músicas de álbumes en los que Tom Jobim participó, como el álbum Getz/Gilberto y The Composer of Desafinado, Plays.
- Songbook Instrumental Antonio Carlos Jobim (Lumiar, 1995), álbum doble interpretado por varios artistas.
- Songbook Antonio Carlos Jobim (Lumiar, 1996), interpretado por varios artistas (5 volúmenes).
- Jobim Sinfônico - OSESP (Biscoito Fino, 2002)

## Reconocimientos
- El aeropuerto internacional de Río de Janeiro es conocido con el nombre de Tom Jobim en honor a este músico brasileño.

- El Festival Internacional de Jazz de Montreal (FIJM) entrega cada año desde el 2004 el Premio Antonio Carlos Jobim.

### Monumentos
- En la playa Ipanema, el Ayuntamiento de Río de Janeiro inauguró a principios el año 2014 una estatua de tamaño real 22°59′17″S 43°11′40″O / -22.9879603, -43.1944764, realizada en arcilla y bronce, que muestra al músico en su plenitud física, caminando y cargando una guitarra sobre el hombro derecho, de la escultora Christina Motta.[4]

- En Santiago de Chile, la Plaza Brasil alberga el monumento a Antonio Carlos Jobim (1927 - 1994), conocido por su nombre artístico Tom Jobim. Bajo un árbol de  Tilo se ubica el monolito con la placa 33°26′26″S 70°39′59″O / -33.4405048, -70.6663582 hacia el oeste del parque, sendero en dirección a la intersección de las calles Maturana con Compañía de Jesús. Fue inaugurado en marzo de 1995.

## Legado

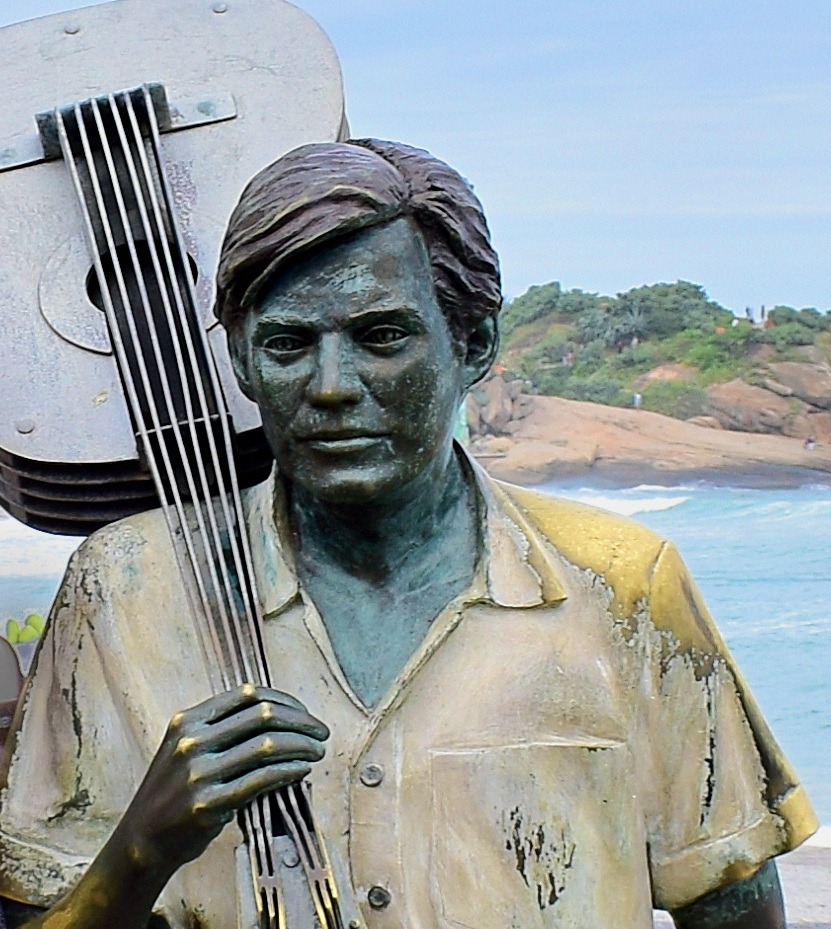
Estatua de Tom Jobim en Ipanema.

Jobim está ampliamente considerado como uno de los compositores más importantes del siglo XX. Muchas de sus canciones se han convertido en estándares del jazz. Los cantantes de jazz estadounidenses Ella Fitzgerald y Frank Sinatra destacaron las canciones de Jobim en sus álbumes Ella abraza a Jobim (1981) y Francis Albert Sinatra & Antônio Carlos Jobim (1967), respectivamente. El álbum de 1996 Wave: The Antonio Carlos Jobim Songbook incluyó interpretaciones de canciones de Jobim de Oscar Peterson, Herbie Hancock, Chick Corea y Toots Thielemans.
Jobim fue un innovador en el uso de sofisticadas estructuras armónicas en la canción popular. Algunos de sus giros melódicos, como la melodía que insiste en la séptima mayor del acorde, se volvieron comunes en el jazz después de que él los usó.
Los colaboradores e intérpretes brasileños de la música de Jobim incluyen a Vinicius de Moraes, João Gilberto (a menudo acreditado como cocreador u creador de la bossa nova), Chico Buarque, Edu Lobo, Gal Costa, Elis Regina, Sérgio Mendes, Astrud Gilberto y Flora Purim. Eumir Deodato, Nelson Riddle y, principalmente, el director y compositor Claus Ogerman escribieron arreglos importantes de las composiciones de Jobim.
Ganó el premio Lifetime Achievement Award en la 54.ª edición anual de los premios Grammy en 2012.. Como homenaje póstumo, el 5 de enero de 1999, la Municipalidad de Río de Janeiro cambió el nombre del Aeropuerto Internacional Galeão, de Río, ubicado en la Ilha do Governador, al nombre del compositor. El aeropuerto de Galeão se menciona explícitamente en su composición “Samba do Avião”. En 2014, Jobim fue incluido póstumamente en el Salón de la Fama de los Compositores Latinos. En 2015, la revista Billboard nombró a Jobim como uno de los 30 artistas latinos más influyentes de todos los tiempos.
Escrita por Elliott Smith, la novena pista del álbum de 1994 de la banda de rock alternativo Heatmiser, Cop and Speeder, se titula "Antonio Carlos Jobim".
El cantante estadounidense de jazz contemporáneo Michael Franks dedicó su álbum de 1995 Abandoned Garden a la memoria de Jobim. El cantautor inglés George Michael reconoció a menudo la influencia de Jobim. Su álbum de 1996 Older estuvo dedicado a Jobim,[28] y grabó "Desafinado" en Red Hot + Rio (1996) con Astrud Gilberto.
La mascota oficial de los Juegos Paralímpicos de Verano de 2016 en Río de Janeiro, Tom, llevaba su nombre.

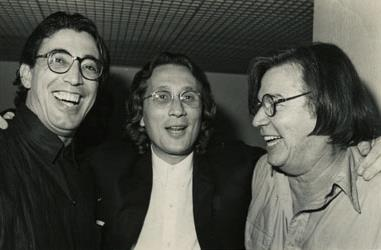
Ivan Lins, Alberto Traiger y Tom Jobim.

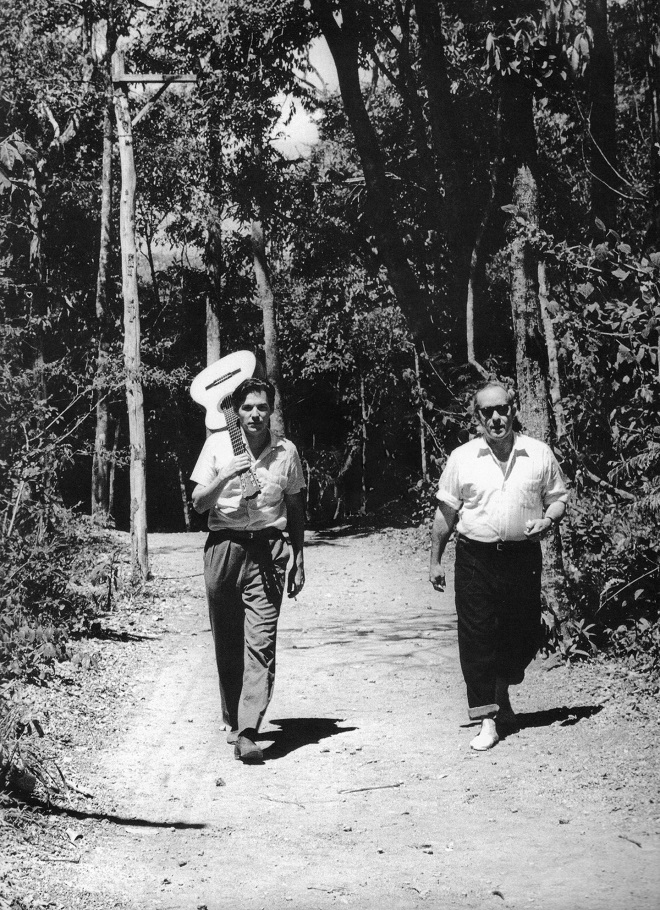
Antônio Carlos Jobim y el letrista Vinícius de Moraes, en 1962.

En 2015, la Unión Astronómica Internacional nombró un cráter en el planeta Mercurio en su honor.

Clarice Lispector y Tom Jobim.